# XV - Best Of
XV - Best Of es el décimo álbum de Faun, fue lanzado el 16 de febrero de 2018. Es un álbum recopilatorio que en su edición de lujo incluye diecisiete canciones de álbumes anteriores, cinco canciones en vivo, dos canciones nuevas, una versión extendida de Wenn wir uns wiedersehen y una nueva versión de Rosmarin (Rosmarin XV).

## Lista de canciones
- Disco 1

| N.º | Título                      | Duración |  |
| 1.  | «Diese kalte Nacht»         | 3:04     |  |
| 2.  | «Federkleid»                | 4:42     |  |
| 3.  | «Feuer»                     | 4:40     |  |
| 4.  | «Buntes Volk»               | 4:17     |  |
| 5.  | «Tanz mit mir»              | 3:02     |  |
| 6.  | «Alba II»                   | 6:11     |  |
| 7.  | «Sonnenreigen (Lughnasad)»  | 3:54     |  |
| 8.  | «An de Geliebte»            | 3:52     |  |
| 9.  | «Rabenballade»              | 5:03     |  |
| 10. | «Walpurgisnacht»            | 3:50     |  |
| 11. | «Wind und Geige XV»         | 4:12     |  |
| 12. | «Hörst du die Trommeln»     | 3:23     |  |
| 13. | «Hymme der Nacht» (en vivo) | 6:25     |  |

- Disco 2 (Deluxe Edition)

| N.º | Título                              | Duración |  |
| 1.  | «Andro II»                          | 4:56     |  |
| 2.  | «Rosmarin XV»                       | 5:30     |  |
| 3.  | «Tinta» (en vivo)                   | 6:30     |  |
| 4.  | «Wenn wir uns wiedersehen»          | 3:38     |  |
| 5.  | «Mac Beth»                          | 5:57     |  |
| 6.  | «Blaue Stunde» (en vivo)            | 6:13     |  |
| 7.  | «Hymn to Pan»                       | 6:56     |  |
| 8.  | «Fire» (Feuer con letras en inglés) | 4:40     |  |
| 9.  | «Odin» (en vivo)                    | 5:52     |  |
| 10. | «Egil saga»                         | 5:10     |  |
| 11. | «Von den Elben»                     | 4:07     |  |
| 12. | «Iduna» (en vivo)                   | 4:12     |  |
| 13. | «Sigurdlied»                        | 4:06     |  |